# Zond 6
La Zond 6 è una sonda sovietica del programma Zond. La missione prevedeva un flyby con la Luna e doveva precedere le missioni con equipaggio attorno alla Luna, che i sovietici speravano di poter attuare nel dicembre 1968, prima della missione americana Apollo 8.

## La sonda
La Zond 6 aveva a bordo sensori per i raggi cosmici e per le micrometeoriti, strumentazione fotografica, un carico scientifico e alcuni esemplari biologici.
La massa in orbita senza carburante era di 5375 kg.

## La missione
La Zond 6 venne lanciata con un Proton 8K82K il 10 novembre 1968 alle 19:11:31 UTC e sorvolò la Luna il 14 novembre a una distanza minima di 2429 km. Le fotografie del lato visibile e di quello oscuro della Luna vennero ottenute con una pellicola pancromatica. Ciascuna foto era grande da 127 a 177,8 mm, Alcune di queste viste permisero di ottenere delle immagini stereo. Le foto vennero scattate da distanze comprese approssimativamente tra 11.000 e 3.300 km. Il rientro controllato della Zond 6 avvenne il 17 novembre e la sonda atterrò in una regione predeterminata dell'Unione Sovietica.
La sonda utilizzò una tecnica di rientro atmosferico relativamente poco comune, chiamata skip reentry (letteralmente “rientro a balzi”) per diminuire la sua velocità nel ritorno a Terra. Alcune ore prima del rientro, una guarnizione di gomma difettosa ha fatto depressurizzare la cabina, uccidendo tutti gli esemplari del carico biologico. Il paracadute della Zond 6 venne anche aperto troppo presto e la sonda si schiantò sul suolo sovietico. Solo un negativo venne ritrovato dal contenitore della fotocamera ottenendo una piccola vittoria sugli americani. Per ragioni propagandistiche, i sovietici dichiararono la missione un completo successo, ma non furono in grado di iniziare una missione con equipaggio diretta verso la Luna prima dell'Apollo 8. Una Commissione di Stato investigò sullo schianto determinando che fu l'effetto corona che causò l'apertura prematura del paracadute: se la capsula fosse stata completamente depressurizzata in un vuoto completo, l'incidente non sarebbe mai accaduto.
Si suppone che la Zond 6 fotografò la Luna sia a colori che in bianco e nero, in un'area grande tra gli 8000 e i 2600 km, quindi ritornò a Terra, atterrò a Tyuratam a soli 16 km di distanza dal punto di lancio.